# Myxophaga
Myxophaga er en underorden af biller (Coleoptera), hvor de fleste arter overvejende er meget små (0,5–2,7 mm). De æder udelukkende eller hovedsagelig alger (græsk: myxo-phaga = "slim-ædere"). De lever mest i vandløb eller sjældnere i fugtig jord i nærheden af strømmende vand. I Danmark er der kun fundet en art, Sphaerius acaroides.

## Familier
- Hydroscaphidae
- Lepiceridae
- Sphaeridae
- Torridincolidae